# Polygala supina
Polygala supina är en jungfrulinsväxtart. Polygala supina ingår i släktet jungfrulinssläktet, och familjen jungfrulinsväxter.

## Underarter
Arten delas in i följande underarter:
- P. s. hospita
- P. s. rhodopea
- P. s. supina